# 440 (tal)
440 är det naturliga talet som följer 439 och som följs av 441.

## Inom vetenskapen
- 440 Theodora, en asteroid.

## Inom matematiken
- 440 är ett jämnt tal.
- 440 är ett glatt tal
- 440 är ett harshadtal.